# ماساهارو اوئدا
ماساهارو اوئدا (به ژاپنی: 上田正治 Ueda Masaharu) (۱ ژانویهٔ ۱۹۳۸ – ۱۶ ژانویهٔ ۲۰۲۵) یک فیلمبردار اهل ژاپن بود. او سابقهٔ چندین بار همکاری با کارگردان، آکیرا کوروساوا را در کارنامهٔ خود دارد. او برای فیلمبرداری فیلم آشوب در سال ۱۹۸۵، نامزد جایزه اسکار بهترین فیلمبرداری شد.
اوئدا در ۱۶ ژانویهٔ ۲۰۲۵، در سن ۸۷ سالگی بر اثر حملهٔ قلبی درگذشت.